# الدولة الكتالانية (1873)
الدولة الكتالانية (بالإسبانية: Estado Catalán)‏؛ (بالكتالونية: Estat Català)‏ كانت دولة قصيرة العمر تم الإعلان عنها في عام 1873 خلال الجمهورية الإسبانية الأولى، من قبل المندوب الإقليمي لبرشلونة. شملت أربع مقاطعات كتالونيا وجزر البليار.

## التاريخ
في 18 مايو 1869، وقع ممثلو اللجان الاتحادية الجمهورية لأراغون وكتالونيا وبلنسية وجزر البليار على ميثاق طرطوشة الاتحادي للعمل معًا من أجل إنشاء جمهورية إسبانيا الاتحادية، موضحين أنهم سيدافعون عن وحدة تسبانيا.
تم إعلان الدولة الكتالانية داخل الجمهورية الاتحادية الإسبانية في برشلونة في 9 مارس 1873. لقد كان إعلانًا جمهوريًا اتحاديًا، وليس إعلانًا انفصاليًا. انتخب مندوب مقاطعة برشلونة الجمهوري الاتحادي بالدمور لوستاو إي براتس رئيسًا مؤقتًا للدولة. تم إلغاء الإعلان بعد أن وعد رئيس الجمهورية الإسبانية الأولى، استانيسلاو فيجويراس، ورئيس الحزب الاتحادي، فرانسيسكو بي مارغال، بحل الجيش الإسباني في كتالونيا.

## العلَم
وصفت صحيفة البريد في الخارج (بالإسبانية: El Correo de Ultramar) الصادرة باللغة الإسبانية في باريس، نقلًا عن صحيفة دياريو دي برشلونة (بالإسبانية: Diario de Barcelona)، العلم الذي تم رفعه من قاعة مدينة برشلونة في 12 فبراير 1873 (اليوم التالي لإعلان الجمهورية الإسبانية) على النحو التالي:
كان علم كاتالونيا الاتحادي، الذي تم نقله من قاعة المدينة، أحمر مع مثلث أبيض، كتب فيه بأحرف حمراء «الديمقراطية» "Democracia". كما أحاطت به عدة نجوم بيضاء، وكلمة «كتالونيا»Cataluña«بأحرف كبيرة».
 وصفت صحيفة Le Monde الإيضاحية حمل الأعلام الحمراء في مدريد وكذلك برشلونة في 11 فبراير، ورسمت أحد هذه الأعلام مع مثلث أبيض في المنتصف.